# توم أنغ
توم أنغ (بالإنجليزية: Tom Ang)‏ هو مصور بريطاني، ولد في 1952 في سنغافورة.

## وصلات خارجية
- الموقع الرسمي